# Heinrich Bulthaupt
Heinrich Alfred Bulthaupt (né le 26 octobre 1849 à Brême, mort le 20 août 1905 dans la même ville) est un écrivain allemand.

## Biographie
Il est le fils de Friedrich Heinrich Bulthaupt, professeur à Brême, directeur de l'école Bulthauptschule de Neustadt. Il étudie le droit à Wurtzbourg, Göttingen, Berlin et Leipzig et écrit des drames. Après son diplôme en 1872, il ne fait pas un métier dans le droit, mais est précepteur à Kiev. De là, il visite le Moyen-Orient, Tunis, l'Italie et la Grèce.
À 26 ans, il retourne à Brême et travaille pendant quatre ans comme avocat, sans perdre son intérêt pour le théâtre. En 1879, Bulthaupt devient chef de la bibliothèque municipale, dont il élargit systématiquement les collections. Il participe activement à la vie culturelle de sa ville natale et contribue à l'organisation des concerts de Die Glocke. Dans les dernières années, on lui demande d'être candidat pour être directeur du Burgtheater à Vienne, ce qu'il refuse et reste jusqu'à sa mort à l'âge de 55 ans un conférencier recherché et publiciste.
La première pièce de Heinrich Bulthaupt est Saul, une tragédie écrite en iambes, commencée quand il est lycéen et créée en 1870 dans sa ville natale. La suivante Ein corsisches Trauerspiel est un drame bourgeois. Parmi ses dernières tragédies se démarque en particulier Die Arbeiter (1877), une tentative de traiter les questions sociales de nos jours. Heinrich Bulthaupt s'aventure également sur des adaptations de drames de la littérature mondiale. Ses plus grandes succès en tant que dramaturge sont deux petites comédies, deux pièces en un acte, Die Copisten (1875) et Lebende Bilder (1880), jouées à la fin du XIXe siècle, souvent sur des scènes allemandes. L'intérêt de Bulthaupt pour le théâtre musical se reflète dans plusieurs livrets mis en musique par des contemporains connus comme Max Bruch et Georg Schumann. On notera en particulier l'opéra en un acte Kain et l'opéra romantique Das Käthchen von Heilbronn. La poésie formelle de Bulthaupt (Durch Frost und Gluten, 1877) reçoit également l'attention de ses contemporains, tandis que ses romans sont accusés de manque d'originalité.
Heinrich Bulthaupt gagne sa grande renommée avec ses écrits théoriques théâtraux, qui sont aujourd'hui considérés comme obsolètes : Dramaturgie des Schauspiels, quatre volumes. Il se révèle un adversaire strict du naturalisme naissant. Dans le premier volume, il analyse les drames de Lessing, Goethe, Schiller et Kleist. Dans le deuxième volume, il se consacre exclusivement à Shakespeare et traite ensuite dans le troisième volume des œuvres théâtrales de Grillparzer, Hebbel, Otto Ludwig, Karl Gutzkow et Heinrich Laube et esquisse le développement du théâtre allemand jusqu'à l'année de la publication. Enfin, le quatrième volume est consacré aux drames d'Henrik Ibsen, d'Ernst von Wildenbruch, de Hermann Sudermann et de Gerhart Hauptmann.

## Œuvres

### Poésie et prose
- Durch Frost und Gluten. Gedichte. Breslau 1877
- Der junge Mönch. Novellette in Liedern. Norden 1879
- Vier Novellen. Dresden 1888
- Ganymed. Novelle. Breslau 1897

### Drames
- Saul. Trauerspiel. Leipzig 1871
- Ein corsisches Trauerspiel. Bürgerliche Tragödie in 3 Aufzügen. Leipzig 1872
- Die Copisten. Lustspiel in einem Aufzug. Leipzig 1875
- Die Arbeiter. Trauerspiel. Brême 1877
- Lebende Bilder. Lustspiel in einem Aufzug. Leipzig 1880
- Die Malteser. Trauerspiel theilweise aus dem Schillerschen Entwurfe. Francfort 1884
- Gerold Wendel. Trauerspiel in 5 Akten. Oldenbourg 1884
- Eine neue Welt. Oldenbourg 1885
- Imogen. Romantisches Trauerspiel in 5 Akten nach William Shakespeare. Oldenbourg 1885, musique de scène d'Albert Hermann Dietrich (op. 38)
- Der verlorene Sohn. Oldenbourg 1889
- Timon von Athen. Tragödie in 5 Akten mit freier Benutzung der Shakespeare zugeschriebenen Dichtung. Berlin 1892
- Viktoria. Schauspiel in einem Aufzug. Leipzig 1897

### Livrets
- Achilleus. Dichtung nach Motiven der Ilias für Solostimmen, Chor und Orchester. Musique : Max Bruch (op. 50)
- Amor und Psyche. Dichtung für Solostimmen, Chor und Orchester. Musique : Georg Schumann (op. 3)
- Christus. Geistliche Oper in sieben Vorgängen nebst einem Prolog und einem Epilog. Musique : Anton Rubinstein (op. 117)
- Das Feuerkreuz. Dramatische Kantate für Solostimmen, Chor und Orchester. Musique : Max Bruch (op. 52)
- Kain. Oper in einem Akt. Musique : Eugen d’Albert
- Das Käthchen von Heilbronn. Romantische Oper in 4 Akten. Musique : Carl Martin Reinthaler

### Théories sur le théâtre
- Dramaturgische Skizzen. Bremen 1878
- Streifzüge auf dramaturgischem und kritischem Gebiet. Bremen 1879
- Das Münchener Gesammt-Gastspiel. Bremen 1880
- Dramaturgie der Klassiker. Oldenburg 1881 (2 Bde., später Teil der Dramaturgie des Schauspiels)
- Dramaturgie der Oper. Leipzig 1887 (2 Bde.)
- Dumas, Sardou und die jetzige Franzosenherrschaft auf der deutschen Bühne. Berlin 1888
- Dramaturgie des Schauspiels. Leipzig 1890 (3 Bde., spätere erw. Auflagen 4 Bde.)
- Richard Wagner als Klassiker. Leipzig 1897
- Carl Loewe. Deutschlands Balladencomponist. Berlin 1898
- Czaar und Zimmermann. Komische Oper in 3 Akten von Albert Lortzing. Leipzig 1900
- Undine. Romantische Oper in 4 Akten von Albert Lortzing. Leipzig 1901

## Source de la traduction
- (de) Cet article est partiellement ou en totalité issu de l’article de Wikipédia en allemand intitulé « Heinrich Bulthaupt » (voir la liste des auteurs).